# Bud Selig
Allan Huber "Bud" Selig, född den 30 juli 1934 i Milwaukee i Wisconsin, är en amerikansk idrottsledare och näringslivspersonlighet. Selig var under åren 1998–2015 basebollkommissarie (commissioner), den högsta tjänstemannen och ansvariga chefen för den professionella basebollen i Nordamerika inklusive Major League Baseball (MLB). Han efterträddes den 25 januari 2015 av Rob Manfred.

## Uppväxt och engagemang i Brewers

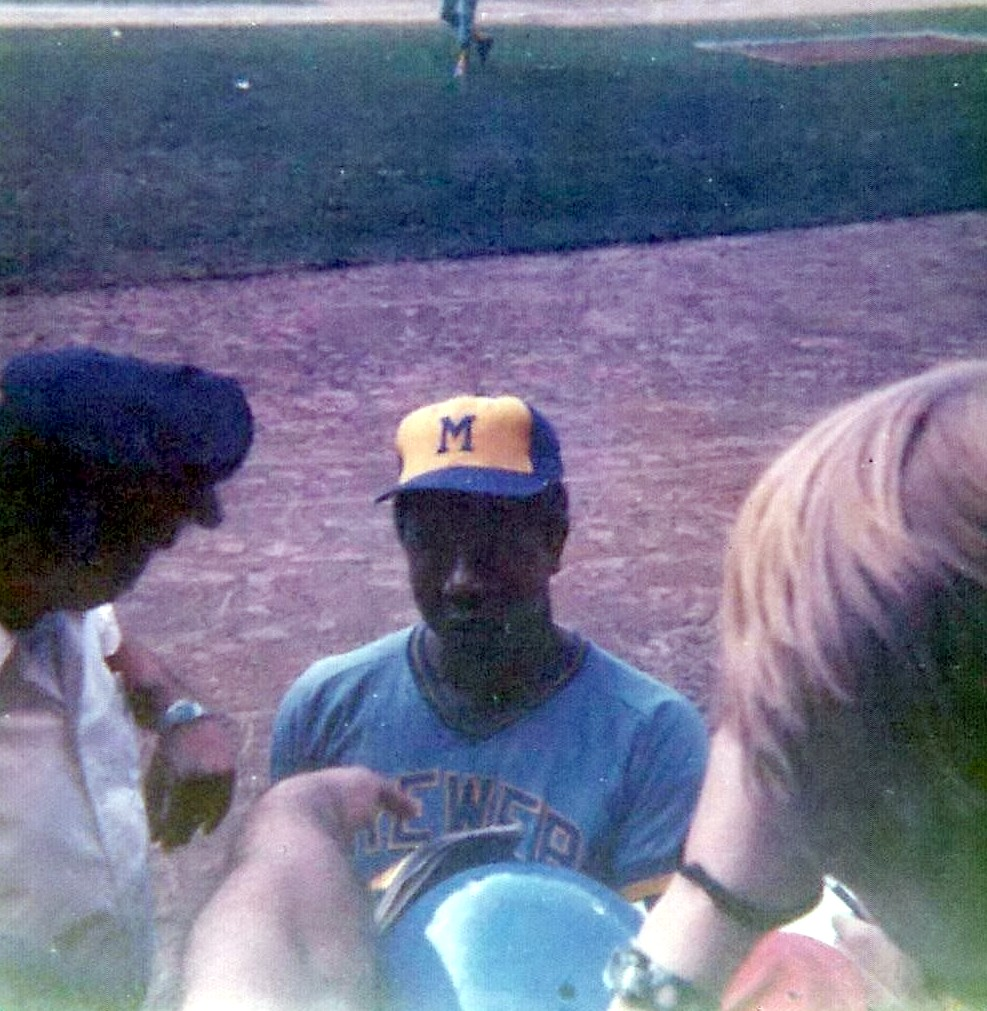
Hank Aaron i Milwaukee Brewers dräkt 1975.

Selig växte upp i en judisk familj, där hans far Ben Selig invandrat till USA från Rumänien och hans mor Marie Selig kommit till landet från Ukraina. Selig tog examen på University of Wisconsin–Madison och gick sedan in och arbetade i faderns leasingföretag. När basebollklubben Boston Braves flyttade till Milwaukee 1953 och bytte namn till Milwaukee Braves började Selig följa klubben. Han gick även in som en av ägarna. 1965 flyttades dock klubben ännu en gång och etablerade sig i stället i Atlanta som Atlanta Braves. Selig sålde sina aktier i Braves och försökte på olika sätt få en ny MLB-klubb till Milwaukee. Selig fick bland annat Chicago White Sox att spela vissa av sina hemmamatcher i Milwaukee i stället för i Chicago. Matcherna i Milwaukee lockade relativt sett en jättepublik med så mycket som 51 000 åskådare på några matcher. Publikintresset hemma i Chicago var svagt så en handfull matcher i Milwaukee motsvarade en tredjedel av White Sox totala publiksiffror. Selig gjorde 1969 ett försök att få köpa White Sox och flytta klubben till Milwaukee, men American League sade nej.
1970 lyckades Selig i stället förvärva konkursade Seattle Pilots och flyttade klubben från Seattle till Milwaukee samtidigt som den döptes om till Milwaukee Brewers. Selig var därefter Brewers huvudägare fram till 1992. Som bäst nådde klubben World Series 1982. Klubben utsågs sju gånger till MLB:s bäst skötta klubb. 1992 övergick Selig till att arbeta som basebollkommissarie och överlät sitt ägande åt dottern Wendy Selig-Prieb. Dottern sålde i sin tur klubben till Mark Attanasio 2004.
Brewers hyllade Selig i samband med säsongens första match 2015 genom att pensionera tröjnummer 1 i hans namn.

## Basebollkommissarie

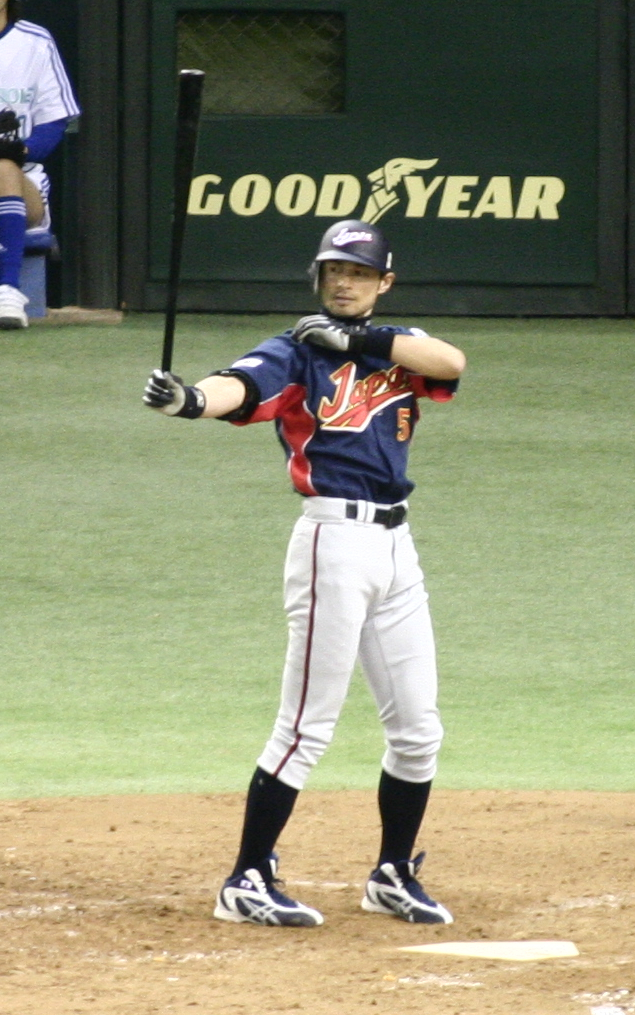
Ichiro Suzuki i turneringssegrarna Japans dräkt i World Baseball Classic 2006.

Selig och en grupp ägare låg i början av 1990-talet i konflikt med den sittande basebollkommissarien Fay Vincent. Efter en misstroendeförklaring bland MLB:s klubbägare tvingades Vincent avgå den 7 september 1992. Selig utsågs till tillförordnad kommissarie i avvaktan på en permanent lösning. Selig verkade som tillförordnad kommissarie i sex år innan han formellt utsågs till ny kommissarie den 9 juli 1998.
Under Seligs tid som huvudansvarig för MLB genomgick ligan många förändringar. Ekonomiskt fyrdubblades intäkterna jämfört med vad de var då han tillträdde. Antalet åskådare ökade stadigt.
Selig initierade eller godkände ett stort antal reformer och nyheter:
- Klubbarna i National League och American League fördelades i tre divisioner och en fjärde slutspelsplats i form av ett wild card infördes (1994).
- Klubbarna i de två ligorna började möta varandra i begränsad utsträckning i grundserien (interleague play) (1997).
- Arizona Diamondbacks och Tampa Bay Devil Rays tillkom som nya klubbar (1998).
- Milwaukee Brewers flyttade från American League till National League (1998).
- Avskaffande av den tidigare självständiga administrationen av National League och American League där all samordning av till exempel domare kom att hanteras av MLB centralt i stället (2000).
- Utökat antal matcher mot divisionsmotståndare (unbalanced schedule) (2001).[2]
- Hemmaplansfördel i World Series för den klubb som representerar den liga som vann all star-matchen samma säsong (2003).
- Flytt av Expos de Montréal till Washington, D.C. och namnbyte till Washington Nationals (2004).
- Införandet av landslagsturneringen World Baseball Classic (2006).
- Införande av repriser för att domare ska kunna avgöra om en boll slagits till homerun eller inte (2008).
- Tillkomst av ett andra wild card i respektive liga (2012).
- Flytt av Houston Astros från National League till American League (2013).
- Utökat användande av repriser även för andra domslut än homeruns (2014).[3]

Vidare investerade MLB-klubbarna i nya anläggningar. Under åren 1992–2015 öppnades följande 21 nya arenor:
- Oriole Park at Camden Yards i Baltimore (1992)
- Globe Life Park in Arlington i Arlington (1994)
- Progressive Field i Cleveland (1994)
- Coors Field i Denver (1995)
- Turner Field i Atlanta (1997)
- Chase Field i Phoenix (1998)
- Safeco Field i Seattle (1999)
- AT&T Park i San Francisco (2000)
- Comerica Park i Detroit (2000)
- Minute Maid Park i Houston (2000)
- Miller Park i Milwaukee (2001)
- PNC Park i Pittsburgh (2001)
- Great American Ball Park i Cincinnati (2003)
- Citizens Bank Park i Philadelphia (2004)
- Petco Park i San Diego (2004)
- Busch Stadium i St. Louis (2006)
- Nationals Park i Washington, D.C. (2008)
- Citi Field i New York (2009)
- Yankee Stadium i New York (2009)
- Target Field i Minneapolis (2010)
- Marlins Park i Miami (2012)

Selig hävde en tidigare livstidsavstängning av New York Yankees ägare George Steinbrenner. Han valde å andra sidan att inte häva avstängningen av Pete Rose. Selig fick mycket kritik för att han medverkade till konflikten med spelarfacket och inställandet av hela säsongen 1994. Vidare ifrågasattes hans engagemang mot dopning. Selig initierade dock en större utredning som 2007 resulterade i Mitchellrapporten, där omfattningen av dopning kartlades och följdes av skärpta straff och utökad testning.
I september 2013 meddelade Selig att han skulle avgå som kommissarie när hans förordnande gick ut i januari 2015. Klubbägarna i MLB utsåg Rob Manfred, MLB:s dåvarande chief operating officer, till hans efterträdare. Manfred offentliggjorde i december 2014 att Selig vid sin pensionering skulle erhålla titeln Commissioner Emeritus och bland annat fungera som rådgivare åt Manfred. Selig lämnade över till sin efterträdare Manfred den 25 januari 2015. Seligs eftermäle var i huvudsak positivt.
I december 2016 valdes Selig in i National Baseball Hall of Fame.

## Andra uppdrag
Selig har flera styrelseuppdrag utanför basebollvärlden. Han sitter bland annat i styrelsen för amerikanska fotbollsklubben Green Bay Packers. Vidare undervisar han i juridik kopplat till amerikansk proffsidrott på Marquette University i Wisconsin.